# Parlament Televízió
A Parlament Televízió (2015-ben P+ Televízió) az Origo Zrt. tematikus csatornája volt.
A csatorna naponta reggel 7-től éjfélig sugárzott, csatornahangja Varga Rókus volt, szerkesztő-műsorvezetője Hradeczky Viktor.

## Története
A csatorna tesztadása 2011. december 1-jén indult meg a Telekom hálózatain és az Amos műholdon. Hivatalos adása 2012. január 1-jén indult meg.
A csatorna eredetileg Parlament Televízió néven, de P+ logóval sugárzott. 2015. január 1-jén, a csatorna harmadik évfordulóján nevét P+ Televízióra változtatták.
2016. január 1-jén pontosan 4 év után megszűnt.

## parlament.tv
2023. március 1-jén a csatorna újraindult az EuroCable Magyarország kábelhálózatán és az ITT.OTT TV streamingfelületen, valamint saját honlapján. A csatorna megfogalmazása szerint „24 órás lineáris televízió csatornán keresztül valamennyi magyar ember számára elérhetővé teszi a magyarságtudatot erősítő, hazánk keresztény értékrendjét bemutató tartalmakat.” Emellett a parlamenti közvetítésekkel nem lefedettműsoridőben az Országház épületét is bemutatja. Éjszaka budapesti látképet sugároz időjárás–news tickerrel a képerynő alján.

## Műsorstruktúra
A 2012-es eredeti csatorna elsősorban nevének megfelelően parlamenti közvetítéseket sugárzott, de a CNBC-től és a Bloombergtől is átvett anyagokat is műsorra tűzte.

## Korábbi műsorok
- Beszélgetés+
- Egyenlítő (jelenleg az Ozone TV-n látható)
- EU+
- Főváros+
- Heti politika
- Hírek
- Investor
- Ikonok+
- Konferencia és üzlet
- Közélet
- Magazin+
- Parlament+ összefoglaló
- Parlament Élő
- Pénz
- Pillanat
- Politika Like!
- Vidék+

## Egykori vételi adatok

### Egyéni műholdas vétel
AMOS 3 (Nyugati 4 fok)
10,722(V) GHz, SR: 30000 FEC:2/3 DVB-S2/8PSK
MPEG 4/Conax
Telekom Sat TV részére

### Kábelhálózatoknak
AMOS 3 (Nyugati 4 fok)
10,722(V) GHz, SR: 30000 FEC:2/3 DVB-S2/8PSK
MPEG 4/Conax